# Meadville (Missouri)
Meadville – miasto w Stanach Zjednoczonych, w stanie Missouri, w hrabstwie Linn.